# Цитра
Цитра је жичани окидачки музички инструмент са 17 до 45 жица натегнутих преко плитке дрвене резонантне кутије неправилног облика. Број жица зависи од величине инструмента.  На првих пет жица, затегнутих изнад дела са праговима, најближих извођачу, изводи се мелодија, а штелују се  A4, D4, G4, G3, C3 (бечки штим) или A4, A4, D4, G3, C3 (минхенски штим). Окидање се врши трзалицом (плектроном, плектрумом) са прстеном која се навлачи на палац десне руке. Осталe жице на којима се свира истовремено са мелодијом груписане су у неколико унапред наштелованих акорда у квартама или квинтама.
Назив цитра проистекао је од назива старогрчког жичаног инструмента κιθάρα као и гитара, ситар и још неки жичани инструменти.
У Светом Писму на неколико места помиње се инструмент китара који је претеча цитре: “И прекинућу јеку пјесама твојих, и глас китара твојих неће се више чути.” (Језекиљ, глава 26) "Кад чујете рог, свирале, китаре, гусле, псалтире, пјевање и свакојаке свирке, попадајте и поклоните се златному лику, који постави цар Навуходоносор." (Данило, глава 3).. У руском преводу Светог Писма тај инструмент се назива цитром.

## Распрострањеност цитре
Инструменти слични цитри јављају се код многих народа у Кини, Јапану и на Блиском истоку. Кућин кинеска цитра са седам жица и гуђенг са 21 жицом су најстарије (старе су преко 2500 година). Јапанска, кото цитра, са свиленим струнама је настала модификацијом кућина током ране Нара епохе  (710–784) и имала је 13 жица, док данашње јапанске цитре имају 20-25 жица. Вијетнамска цитра је дантран, а монголска јатга. Код источних Словена жичани инструмент са више жица звао се гусли, а од централне Азије до Медитерана и југоисточне Европе распрострањен је канун. Цитра као народни инструмент у Европи је најраспрострањенија у Аустрији и Немачкој од XVIII века, када је продрла на европски континент. Данас су у Европи најчешће концертна цитра са 34-35 жица, алпска са 42 жице и гитар цитра без дела са праговима.

## Цитра у Србији
Цитра је код нас највише у употреби била у Војводини и то код Мађара, како код оних у селу, тако и у граду. Репертоар су чиниле песме, али и инструментална пратња народних игара, валцера, чардаша, кола и др. У наше крајеве вероватно да су је донели Мађари из Азије, своје прадомовине.. Клуб љубитеља цитрашке музике Србобран организује традиционалну манифестацију „Златна цитра“. Године 2019. одржана је 24. „Златна цитра“. Двочасовни програм одржан је у Основној школи „Јован Јовановић Змај“.

## Органологија
Хорнбостел-Заксов систем, метода класификације академских инструмената, такође користи термин цитра за класификацију свих жичаних инструмената у којима жице не излазе изван оквира за сондирање. Категорије обухватају барске цитре (састављене од музичких гудала и штапића), цевне цитре, сплавне цитре, плочасте цитре (укључује кутијасте цитре и харфне цитре), коритасте цитре и оквирне цитре.‍:20–21
Према Заксу,
Плочасте цитре чине најважнију категорију са западне тачке гледишта јер укључују жичане клавијатурне инструменте. Жице су развучене преко плоче, која је правоугаона или трапезаста или неког другог облика, и која се лепи на плитку кутију.
Жице могу бити отворене или заустављене. То може бити псалтир или цимбала.
Реч је такође коришћена у спрези са брендираним варијантама других гудачких инструмената, на пример, цитра бенџо.

## Историја и развој
Најранији познати сачувани инструмент породице цитре је кинески гукин, инструмент без прага, пронађен у гробници маркиза Јиа од Џенга, који датира из 433. године пре нове ере. Слични инструменти дуж овог дизајна су се развијали током наредних векова, на пример, јапански кото са свилом; ситер индонежанских гамелана; канун Грчке и Блиског истока; валиха, цитра Мадагаскара; и многи други. Све веће интересовање за 'светску музику' донело је ширу препознатљивост овим другим члановима породице цитра, како древним тако и модерним. Многи од ових инструмената су електронски узорковани и доступни су у банкама инструмената за музичке синтисајзере.
У Европи и другим севернијим и западним регионима, ране цитре су биле сличније модерним планинским цимбалима, јер су имале дугачке, обично правоугаоне, звучне кутије, са једном или више мелодијских жица и неколико ненапетих дронских жица. Неке од ових су користиле покретне мостове сличне јапанском коту, који се користе за поновно подешавање жица дронова. Алпски Шајтолт представља пример ове старије врсте европске цитре. До касног 18. века развиле су се две главне варијанте европске концертне цитре, познате као салцбуршка цитра (са заобљеном страном удаљеном од свирача) и Митенвалд цитра (са обе стране заобљена). Оба стила се и данас налазе у концертним цитрама, иако је салцбуршки стил постао далеко најзаступљенији.
Бечки цитриста Јохан Пецмајер (1803–1884) постао је један од изузетних виртуоза на овим раним инструментима и заслужан је за то да је цитра постала кућни инструмент. Године 1838, Николаус Вајгел из Минхена је осмислио концепт усвајања фиксних мостова, додавања додатних жица, подешавања у циклус квинти и хроматском фретингу прста – ефективно претварајући прилично груб народни инструмент у концертну цитру. Његове идеје, међутим, нису биле широко прихваћене све до 1862. године, када је лутиста Макс Амбергер из Минхена направио нову цитру по Вајгеловом дизајну. У овом тренутку цитра је достигла нешто веома блиско својој модерној концертној форми. За релативно кратко време, нови дизајн је у великој мери заменио стари Фолкситер (иако се још увек назива истим именом међу народним музичарима) широм централне Европе, посебно у алпским земљама. Као 'концертна цитра' почела је да привлачи пажњу и озбиљних композитора, од којих су неки и сами постали концертни цитрарски виртуози. Ови композитори, названи „Altmeister”, цветали су између 1870. и 1910. И ништа мање него композитор Јохан Штраус II дао је инструменту истакнути соло у једном од својих најпознатијих валцера, „Приче из Бечке шуме”.